# Glykokalyx
Glykokalyx är ett skikt av kolhydrater som finns på utsidan av alla eukaryota celler.
Kolhydraterna förekommer som oligosackaridkedjor som är kovalent bundna till proteiner (glykoproteiner) eller till lipider (glykolipider). Kolhydraterna förekommer också i viss mån i polysackaridform, då bundna till proteiner och bildar därmed proteoglykaner. I dessa fall kan det vara oklart om kolhydraten räknas till glykokalyx eller extracellulärmatrixen. Det är alltså inte alltid helt lätt att avgöra var glykokalyx slutar och matrixen börjar.
De allra kolhydratrikaste områdena förekommer fläckvis på cellytan och de kan lätt upptäckas eftersom den kolhydratbindande proteingruppen lektiner lätt kan märkas med fluorescerande markörer. 
I och med att glykokalyx kan vara väldigt varierande olika celler emellan kan likartade celler känna igen varandra och veta ifall de skall samarbeta eller inte. Om cellen inte känner igen en annan cells glykokalyx eller ett främmande ämne i allmänhet stöts det bort och tillåts inte komma alltför nära cellen. Dessutom skyddar glykokalyx de känsliga lipidcellmembranen mot både mekaniskt och kemiskt slitage.
Proteinerna som skall bli en del av cellmembranen bildas först vid de endoplasmatiska nätverkets ribosomer och slussas därifrån vidare till golgiapparaten där de kvalitetsgranskas och får sina kolhydrater tillsatta. Därefter läggs de till i en lipidvesikel och sammansmälter med cellmembranen då vesikeln exocyteras.